# Laura Philipp
Laura Philipp née le 23 avril 1987 est une triathlète professionnelle allemande, multiple vainqueur sur triathlon Ironman et Ironman 70.3, elle remporte les championnats du monde d'Ironman 2024 à Nice

## Biographie

### Carrière en triathlon
Laura Philipp remporte son premier triathlon sur le circuit Ironman 70.3 en 2016 à Majorque devant la suissesse championne olympique Nicola Spirig, elle confirme quinze jours plus tard avec un nouveau succès en Autriche devant la Néerlandaise Yvonne van Vlerken. En 2017, elle est médaillée de bronze au championnat du monde Ironman 70.3 à Chattanooga, cette année là elle prend la même place au championnat du monde Xterra à Maui. Elle triomphe sur un premier triathlon Ironman  à Barcelone en 2018.
En septembre 2024, elle remporte le championnat du monde d'Ironman à Nice.

### Vie privée
Laura Philipp est végétarienne depuis l'enfance par conviction pour la nature. Elle vit avec son mari et entraîneur Philipp Seipp à 
Heidelberg.

## Palmarès en triathlon
Le tableau présente les résultats les plus significatifs (podium) obtenus sur le circuit national et international de triathlon depuis 2015,,.
| Année | Compétition                                            | Pays                | Position           | Temps           |
| ----- | ------------------------------------------------------ | ------------------- | ------------------ | --------------- |
| 2024  | Ironman - Championnat du monde d'Ironman à Nice        | France              | Médaille d'or      | 8 h 45 min 15 s |
| 2024  | Ironman 70.3 Kraichgau                                 | Allemagne           | Médaille d'or      | 4 h 13 min 12 s |
| 2024  | Étape du T100 à San-Francisco                          | États-Unis          | Médaille de bronze | 3 h 45 min 7 s  |
| 2024  | Ironman 70.3 Marbella                                  | Espagne             | Médaille d'argent  | 4 h 14 min 36 s |
| 2023  | Ironman - Championnat du monde d'Ironman à Kailua-Kona | États-Unis          | Médaille de bronze | 8 h 32 min 55 s |
| 2023  | Ironman 70.3 Tallinn                                   | Finlande            | Médaille d'or      | 3 h 59 min 23 s |
| 2023  | Ironman 70.3 Kraichgau                                 | Allemagne           | Médaille d'or      | 4 h 15 min 26 s |
| 2023  | Ironman Afrique du Sud                                 | Afrique du Sud      | Médaille d'or      | 8 h 1 min 58 s  |
| 2022  | Ironman 70.3 Dubai                                     | Émirats arabes unis | Médaille d'or      | 3 h 53 min 2 s  |
| 2022  | Ironman 70.3 Kraichgau                                 | Allemagne           | Médaille d'or      | 4 h 19 min 3 s  |
| 2022  | Ironman Hamburg                                        | Allemagne           | Médaille d'or      | 8 h 18 min 20 s |
| 2021  | Ironman Finlande                                       | Finlande            | Médaille d'or      | 8 h 38 min 28 s |
| 2021  | Ironman Autriche                                       | Autriche            | Médaille d'or      | 8 h 35 min 32 s |
| 2021  | Ironman 70.3 Zell am See                               | Autriche            | Médaille d'or      | 4 h 21 min 43 s |
| 2019  | Ironman 70.3 Marbella                                  | Espagne             | Médaille d'or      | 4 h 28 min 56 s |
| 2018  | Ironman Barcelone                                      | Espagne             | Médaille d'or      | 8 h 34 min 57 s |
| 2018  | Ironman 70.3 Ruegen                                    | Allemagne           | Médaille d'or      | 4 h 16 min 2 s  |
| 2018  | Ironman 70.3 Marbella                                  | Espagne             | Médaille d'or      | 4 h 25 min 29 s |
| 2018  | Ironman 70.3 St. Pölten                                | Autriche            | Médaille d'or      | 4 h 14 min 25 s |
| 2018  | Ironman 70.3 Kraichgau                                 | Allemagne           | Médaille d'or      | 4 h 20 min 50 s |
| 2017  | Ironman 70.3 - Championnats du monde d'Ironman 70.3    | États-Unis          | Médaille de bronze | 4 h 19 min 40 s |
| 2017  | Ironman 70.3 Zell am See-Kaprun                        | Autriche            | Médaille d'or      | 4 h 17 min 45 s |
| 2017  | Ironman 70.3 Majorque                                  | Espagne             | Médaille d'or      | 4 h 23 min 31 s |
| 2017  | Ironman 70.3 St. Pölten                                | Autriche            | Médaille d'or      | 3 h 52 min 45 s |
| 2017  | Ironman 70.3 Kraichgau                                 | Allemagne           | Médaille d'or      | 4 h 23 min 5 s  |
| 2016  | Championnat d'Allemagne MD                             | Allemagne           | Médaille d'or      | 4 h 18 min 46 s |
| 2016  | Ironman 70.3 Autriche                                  | Autriche            | Médaille d'or      | 4 h 22 min 33 s |
| 2016  | Ironman 70.3 Majorque                                  | Espagne             | Médaille d'or      | 4 h 32 min 38 s |
| 2015  | Challenge Heilbronn                                    | Allemagne           | Médaille d'or      | 4 h 29 min 40 s |

## Palmarès en VTT

### Championnats d'Allemagne
- 2020
  - 3e du championnat d'Allemagne du marathon